# إسحاق ستيفنز
إسحاق ستيفنز (بالإنجليزية: Isaac Stevens) هو ضابط وسياسي أمريكي، ولد في 25 مارس 1818 في الولايات المتحدة، وتوفي في 1 سبتمبر 1862 في الولايات المتحدة. حزبياً، نشط في الحزب الديمقراطي. وقد انتخب Governor of the Territory of Washington ‏ (25 نوفمبر 1853 – 11 أغسطس 1857).